# Juan Baseya
Juan Baseya, también como Joan y Baseia, Basea, Baseyas, Basseya, Bazeal y Bazea (Mataró, siglo XVII - ¿?; fl. 1668-1687) fue un compositor, organista y maestro de capilla español.

## Vida
Las primeras noticias que se tienen sobre mosén Baseya son de 1668, le sitúan como organista de la Catedral de Vich en unos pagos por su participación en unos oficios en la iglesia de Santa María de Vich. Parece ser que la capilla de música de la catedral también participaba en las liturgias de otras iglesias de la ciudad. En 1671 aparece de nuevo en la documentación como «maestro de canto», la denominación que se daba al maestro de capilla antes de la aparición del cargo como tal. Se desconoce cuándo se le concedió el cargo, pero se sabe que el 7 de marzo de 1676 fue sustituido por el cabildo debido a problemas internos de la capilla, pasando de nuevo a ejercer como organista. El cargo fue entregado a Vicens o Vicenç Rodonell.
El 18 de febrero de 1678 Baseya volvió a gozar de la confianza del cabildo y este le volvió a entregar el magisterio de capilla, convirtiéndose en el primer maestro de ese nombre en Vich, aunando la organistía y el magisterio en su persona. Dos años más tarde, el 20 de abril de 1680, tuvo que elegir entre los dos cargos. El 25 de junio ganaba el magisterio en oposición Francisco Soler, siendo jurado de los exámenes Baseya y Josep Pujolar, maestro de capilla de la Catedral de Seo de Urgel.
En 1679 formó parte del tribunal para la plaza de organista de Santa María del Mar de Barcelona, que ganó Gabriel Menalt. Tras el fallecimiento de Menalt, en septiembre de 1687 se presentó a las oposiciones para el cargo de organista de Santa María del Mar. En las oposiciones se enfrentó a Francisco Espelt, organista interino de Santa María del Mar; Ignasi Vidal, organista de Santos Justo y Pastor de Barcelona; y Josep Fernández, organista de Balaguer. El tribunal estaba formado por Juan Barter, maestro de la Catedral de Barcelona; Benito Buscarons, maestro de la iglesia de Santa María del Pino de Barcelona; Felip Olivellas, maestro del Palacio Real Menor; Josep Gas, maestro de Santa María del Mar. Ganaría las oposiciones Ignasi Vidal y Baseya quedó último.
A partir de este momento se pierde el rastro de Baseya.

## Obra
Se conocen seis composiciones de Juan Baseya: una misa a nueve voces, dos villancicos y un tono y dos gaytillas para órgano. Las piezas para órgano, los tientos, destacan dentro del repertorio español para tecla del siglo XVII. Su brillante contrapunto y su construcción hábil recuerdan a una variación de canzona infusionada con figuraciones españolas. Dos de los tientos están escritas con registro dividido, con un gaitillo en la mano derecha, el tercero de los tientos está escrito para tecla sin divisiones de registro.